# Comuna Cosâmbești, Ialomița
Cosâmbești este o comună în județul Ialomița, Muntenia, România, formată din satele Cosâmbești (reședința) și Gimbășani.

## Așezare
Comuna se află în sudul județului, imediat la sud-est de municipiul Slobozia, pe malul drept al râului Ialomița. Este traversată de șoseaua județeană DJ201, care o leagă spre nord-est de Mărculești, Săveni și Țăndărei (unde se termină în DN2A), și spre vest de Slobozia, Ciulnița, Albești, Axintele și Coșereni (unde se termină în DN2).

## Demografie
Componența etnică a comunei Cosâmbești
     Români (95,57%)
     Alte etnii (4,43%)
Componența confesională a comunei Cosâmbești
     Ortodocși (94,6%)
     Alte religii (0,65%)
     Necunoscută (4,75%)
Conform recensământului efectuat în 2021, populația comunei Cosâmbești se ridică la 1.853 de locuitori, în scădere față de recensământul anterior din 2011, când fuseseră înregistrați 1.902 locuitori. Majoritatea locuitorilor sunt români (95,57%). Din punct de vedere confesional, majoritatea locuitorilor sunt ortodocși (94,6%), iar pentru 4,75% nu se cunoaște apartenența confesională.

## Politică și administrație
Comuna Cosâmbești este administrată de un primar și un consiliu local compus din 11 consilieri. Primarul, Bogdan Popescu[*], de la Partidul Social Democrat, este în funcție din 2000. Începând cu alegerile locale din 2024, consiliul local are următoarea componență pe partide politice:
|  | Partid                          | Consilieri | Componența Consiliului | Componența Consiliului | Componența Consiliului | Componența Consiliului |
|  | ------------------------------- | ---------- | ---------------------- | ---------------------- | ---------------------- | ---------------------- |
|  | Partidul Național Liberal       | 4          |                        |                        |                        |                        |
|  | Partidul Social Democrat        | 4          |                        |                        |                        |                        |
|  | Alianța Dreapta Unită           | 2          |                        |                        |                        |                        |
|  | Alianța pentru Unirea Românilor | 1          |                        |                        |                        |                        |

## Istorie
La sfârșitul secolului al XIX-lea, comuna făcea parte din plasa Ialomița-Balta a județului Ialomița și era formată din satele Cosâmbești, Ghimbășani și Popești, cu o populație de 2395 de locuitori. În comună funcționau trei biserici și trei școli — una mixtă în Ghimbășani și una de băieți și una de fete în Cosâmbești — având în total 204 elevi (dintre care 24 de fete). În 1925, comuna este consemnată de Anuarul Socec în componența actuală, cu satele Cosâmbești și Ghimbășani, având 2742 de locuitori. Temporar, în 1931, comuna s-a despărțit în comunele Cosâmbești (cu satele Cosâmbești și Constantin Brâncoveanu) și Ghimbășani (cu satele Ghimbășani și Ion Lahovari), dar s-au reunit din nou în scurt timp.
În 1950, comuna a intrat în componența raionului Slobozia din regiunea Ialomița și apoi (după 1952) din regiunea București. În 1968, comuna a revenit la județul Ialomița, reînființat, și i s-au arondat și unicul sat al comunei Mărculești, desființată, și satul Viișoara, apărut în 1951 după deportări ale opozanților bănățeni ai regimului comunist și aflat în proces de depopulare după ce acelora li s-a permis să revină la locurile de baștină. Comuna Mărculești s-a separat din nou în 2005, în vreme ce satul Viișoara era dispărut deja în 1982.

## Monumente istorice

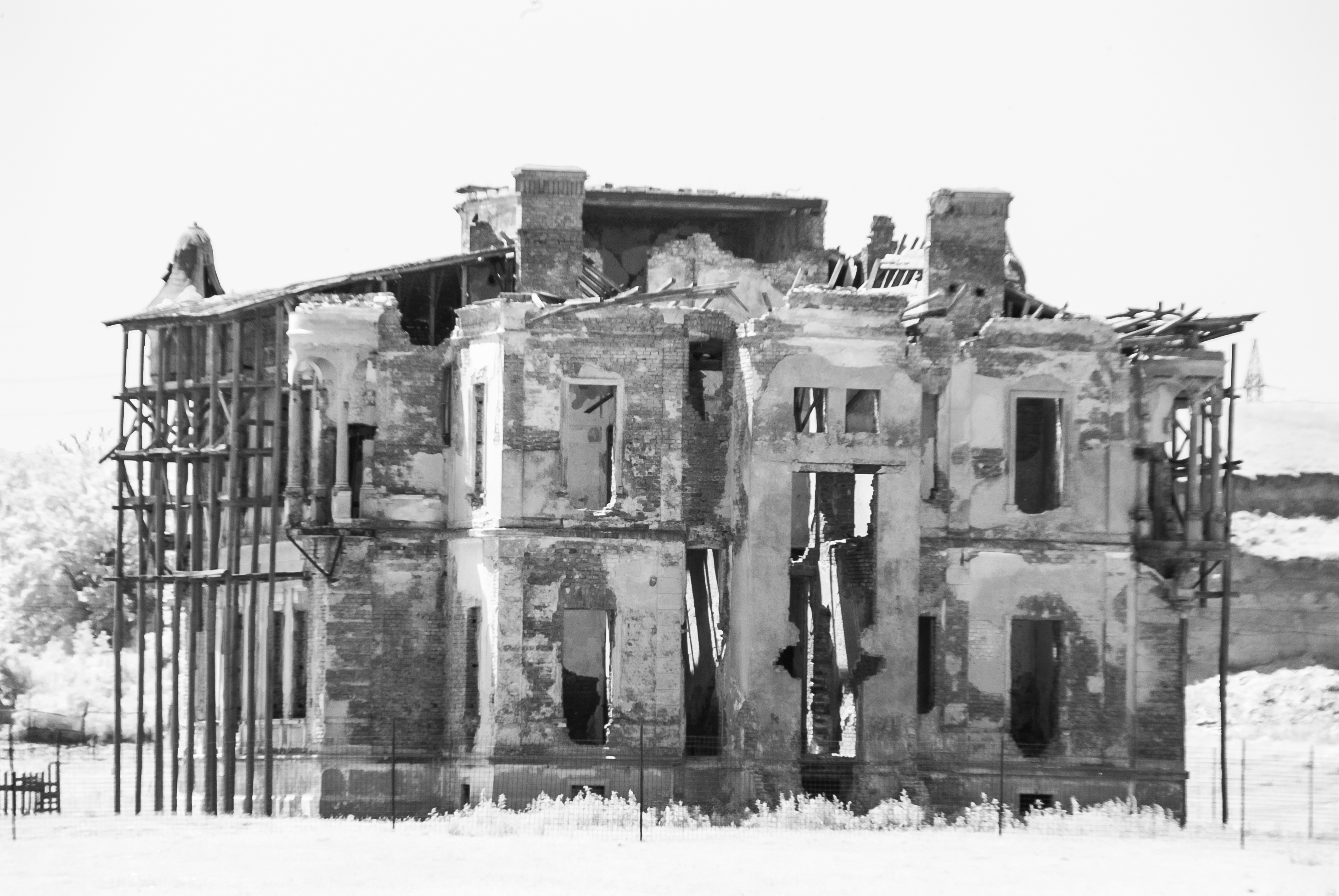
Ruina Conacului Bolomey, mai 2013.

În comuna Cosâmbești se află ansamblul conacului Bolomey, monument istoric de arhitectură de interes național, format din conacul propriu-zis și o anexă. El datează din 1898 și se află în satul Cosâmbești.
În rest, în comună se mai află șapte obiective incluse în lista monumentelor istorice din județul Ialomița ca monumente de interes local. Două dintre ele sunt clasificate ca situri arheologice — așezarea medievală timpurie din secolele al IX-lea–al XI-lea de la Cosâmbești și cea similară de la Ghimbășani. Patru obiective sunt clasificate ca monumente de arhitectură, toate în satul Cosâmbești — casa Gheorghe Popescu (1880), biserica „Sfântul Nicolae” (1859), casa Cristofor Zupcu (secolul al XX-lea) și casa Frusina Popescu (1891). Un ultim monument, clasificat ca monument funerar sau memorial, îl constituie cele două cruci de piatră, datând din 1818 și 1821, aflate în curtea școlii.